# Brckovljani
Brckovljani es un municipio de Croacia en el condado de Zagreb.

## Geografía
Se encuentra a una altitud de 154 m s. n. m. a 27.9 km de la capital nacional, Zagreb.

## Demografía
En el censo 2011, el total de población del municipio fue de 6 837 habitantes, distribuidos en las siguientes localidades:
- Božjakovina - 177
- Brckovljani - 1 243
- Donje Dvorišće  - 186
- Gornja Greda - 615
- Gornje Dvorišće - 67
- Gračec - 1 141
- Hrebinec - 243
- Kusanovec - 55
- Lupoglav - 1 083
- Prečec - 224
- Prikraj - 603
- Stančić - 687
- Štakorovec - 315
- Tedrovec - 97